# Інгрід Ноль
Інґрід Нолль (нім. Ingrid Noll, нар. 29 вересня 1935, Шанхай) — німецька письменниця. Її вважають найуспішнішою письменницею сучасності, яка працює в жанрі кримінального роману. Її книги перекладено 27-ма мовами.

## Життя
Інґрід Нолль народилася в Шанхаї. Разом з двома сестрами та братом зростала у китайському місті Нанкін. Була дочкою заможного німецького лікаря. Освіту здобула дома, вчителями були батьки. У 1949 сім'я втекла останнім кораблем з Нанкіна у Німеччину, де вона відвідувала до 1954 року католицьку школу для дівчат у місті Бонн. У цьому ж місті пізніше відвідувала університет, де вивчала германістику та історію мистецтв, але навчання не завершила. У 1959 вона одружилася з лікарем Петером Ґуллятцом, від якого привела на світ трьох дітей.
Перед тим як розпочати діяльність письменниці Інґрід Нолль займалася вихованням дітей, відповідала за домашні справи, працювала в кабінеті свого чоловіка та доглядала матір, яка дожила до 106 років. Коли випадала нагода — займалася написанням перших творів. Її перший роман «Півень мертвий» (Der Hahn ist tot) вийшов у світ в 1991 році, коли діти покинули батьківський дім. Роман одразу ж зазнав успіху.
Сьогодні Інґрід Нолль проживає разом зі своїм чоловіком у Вайнгаймі. Саме в околицях цього міста відбувається багато події в її творах.

## Родичі
- Бібер Ґуллятц — син. Працює композитором театральних вистав та фільмів (серед них: Tatort та Doctor's Diary)
- Кай Нолль — племінник. Працює актором.
- Крстіне Ноль Брінкманн — молодша сестра. Працює кінокритиком.

## Премії та винагороди
1994 — премія імені Фрідріха Гляузера (премія за внесок у кримінальний жанр)
2002 — медаль за заслуги перед федеративною землею Баден-Вюртемберг
2005 — премія імені Фрідріха Гляузера

## Твори
- Der Hahn ist tot. Roman. Diogenes, Zürich 1991, ISBN 3-257-22575-X.
- Die Häupter meiner Lieben. Roman. Diogenes, Zürich 1993, ISBN 3-257-22726-4.
- Die Apothekerin. Roman. Diogenes, Zürich 1994, ISBN 978-3-257-23896-9.
- Der Schweinepascha. In 15 Bildern. Kinderbuch. Diogenes, Zürich 1996, ISBN 3-257-23298-5.
- Kalt ist der Abendhauch. Roman. Diogenes, Zürich 1996, ISBN 3-257-23023-0.
- Der kleine Mord zwischendurch. 52 üble Kurzkrimis, geplant und ausgeführt von Ingrid Noll. Scherz, Bern 1997, ISBN 3-502-10368-2.
- Röslein rot. Roman. Diogenes, Zürich 1998, ISBN 3-257-23151-2. (Platz 1 der Spiegel-Bestsellerliste vom 12. bis zum 18. Oktober und vom 26. Oktober bis zum 1. November 1997)
- Selige Witwen. Roman. Diogenes, Zürich 2001, ISBN 3-257-23341-8.
- Rabenbrüder. Roman. Diogenes, Zürich 2003, ISBN 3-257-23454-6.
- Falsche Zungen. Gesammelte Geschichten. Diogenes, Zürich 2004, ISBN 3-257-23508-9.
- Ladylike. Roman. Diogenes, Zürich 2006, ISBN 978-3-257-05725-6.
- Kuckuckskind. Roman. Diogenes, Zürich 2008, ISBN 978-3-257-24012-2.
- Ehrenwort. Roman. Diogenes, Zürich 2010, ISBN 978-3-257-24095-5.
- Über Bord. Roman. Diogenes, Zürich 2012, ISBN 978-3-257-24259-1.
- Hab und Gier. Roman. Diogenes, Zürich 2014, ISBN 978-3-257-24311-6.
- Der Mittagstisch. Roman. Diogenes, Zürich 2015, ISBN 978-3-257-06954-9.
- Halali. Roman. Diogenes, Zürich 2017, ISBN 978-3-257-06996-9.
- Goldschatz. Roman. Diogenes, Zürich 2019, ISBN 978-3-257-07054-5.

## Екранізації творів
- 1993: Bommels Billigflüge
- 1997: Die Apothekerin
- 1999: Die Häupter meiner Lieben
- 2000: Der Hahn ist tot (телевізійний фільм)
- 2000: Kalt ist der Abendhauch

## Видання творів в Україні
Український переклад роману «Аптекарка» повинен з'явитися восени 2019 року у видавництві «Клуб сімейного дозвілля». Перекладач — Зубченко Святослав.